# Deutsche Freie-Partie-Meisterschaft 1969/70

Veranstaltungsort: Essen

Die Deutsche Freie-Partie-Meisterschaft 1969/70 ist eine Billard-Turnierserie und fand vom 22. bis zum 24. Mai 1970 in Altenessen zum 14. Mal statt.

## Geschichte
Noch nie wurde bei einer Deutschen Meisterschaft mit 93,08 ein so hoher Turnierdurchschnitt in der Freien Partie erzielt. Das zeigt die enorme Breite an guten Spielern im deutschen Billardsport. Zum dritten Mal in Folge bewies der Bochumer Klaus Hose, dass er in der Freien Partie zur absoluten Weltklasse gehört. Mit 205,88 stellte er auch einen neuen deutschen Rekord im Generaldurchschnitt (GD) auf. Auch Platz zwei mit Siegfried Spielmann und Drei mit Dieter Müller überschritten die Schallmauer von 100 GD.

## Modus
Gespielt wurde im Round-Robin-Modus bis 500 Punkte. Die Endplatzierung ergab sich aus folgenden Kriterien:
1. Matchpunkte
2. Generaldurchschnitt (GD)
3. Höchstserie (HS)

## Abschlusstabelle
| MP    | Match Points (Sieger = 2; Unentschieden = 1; Verlierer = 0) |
| Pkte. | Erzielte Karambolagen                                       |
| Aufn. | Benötigte Versuche                                          |
| GD    | Generaldurchschnitt                                         |
| BED   | Bester Einzeldurchschnitt eines Spielers                    |
| HS    | Höchstserie                                                 |
|       | Bester GD des Turniers                                      |
|       | Bester ED des Turniers                                      |
|       | Beste HS des Turniers                                       |
|       | 1. Platz (Gold)                                             |
|       | 2. Platz (Silber)                                           |
|       | 3. Platz (Bronze)                                           |

| Klassement                 | Klassement                               | Klassement | Klassement | Klassement | Klassement | Klassement | Klassement |
| Platz                      | Name                                     | MP         | Pkte.      | Aufn.      | GD         | BED        | HS         |
| -------------------------- | ---------------------------------------- | ---------- | ---------- | ---------- | ---------- | ---------- | ---------- |
| 1                          | Klaus Hose (Bochum)                      | 14:0       | 3500       | 17         | 205,88     | 500,00     | 968        |
| 2                          | Siegfried Spielmann (Düsseldorf)         | 10:4       | 2525       | 17         | 148,52     | 500,00     | 1185       |
| 3                          | Dieter Müller (Berlin)                   | 8:6        | 2007       | 18         | 111,50     | 250,00     | 498        |
| 4                          | Dieter Wirtz (Düsseldorf)                | 8:6        | 2115       | 29         | 72,93      | 250,00     | 436        |
| 5                          | Paul Kimmeskamp (Bochum)                 | 6:8        | 1799       | 23         | 78,21      | 250,00     | 500        |
| 6                          | Peter Sporer (München)                   | 4:10       | 1555       | 22         | 70,68      | 125,00     | 498        |
| 7                          | Günter Siebert (Duisburg)                | 4:10       | 1726       | 25         | 69,04      | 166,66     | 497        |
| 8                          | Matthias Metzemacher (Bergisch Gladbach) | 2:12       | 1343       | 27         | 49,74      | 166,66     | 500        |
| Turnierdurchschnitt: 93,08 |                                          |            |            |            |            |            |            |